# Ruta Estatal de California 209
La Ruta Estatal de California 209, abreviada SR 209 (en inglés: California State Route 209) era una carretera estatal estadounidense ubicada en el estado de California. La carretera inicaba en el Sur desde el Monumento nacional Cabrillo en Point Loma en sentido Norte hasta finalizar en la I 5  , I 8   en San Diego. La carretera tenía una longitud de 12,9 km (8 mi), hasta que fue eliminada del Sistema Estatal de Autopistas en 2003, y cuyos letreros fueron reemplazados por la Interestatal 5.

## Mantenimiento
Al igual que las autopistas interestatales, y las rutas federales y el resto de carreteras estatales, la Ruta Estatal de California 209 es administrada y mantenida por el Departamento de Transporte de California por sus siglas en inglés Caltrans.